# Armenia (statek szpitalny)
Armenia (ros. теплоход «Армения») – radziecki pasażerski transportowiec i statek szpitalny pływający na Morzu Czarnym, zatopiony przez Luftwaffe w czasie ewakuacji rannych i cywili z oblężonego Sewastopola – ofiara jednej z największych katastrof morskich o liczbie ofiar szacowanej między 5 a 7 tysięcy.

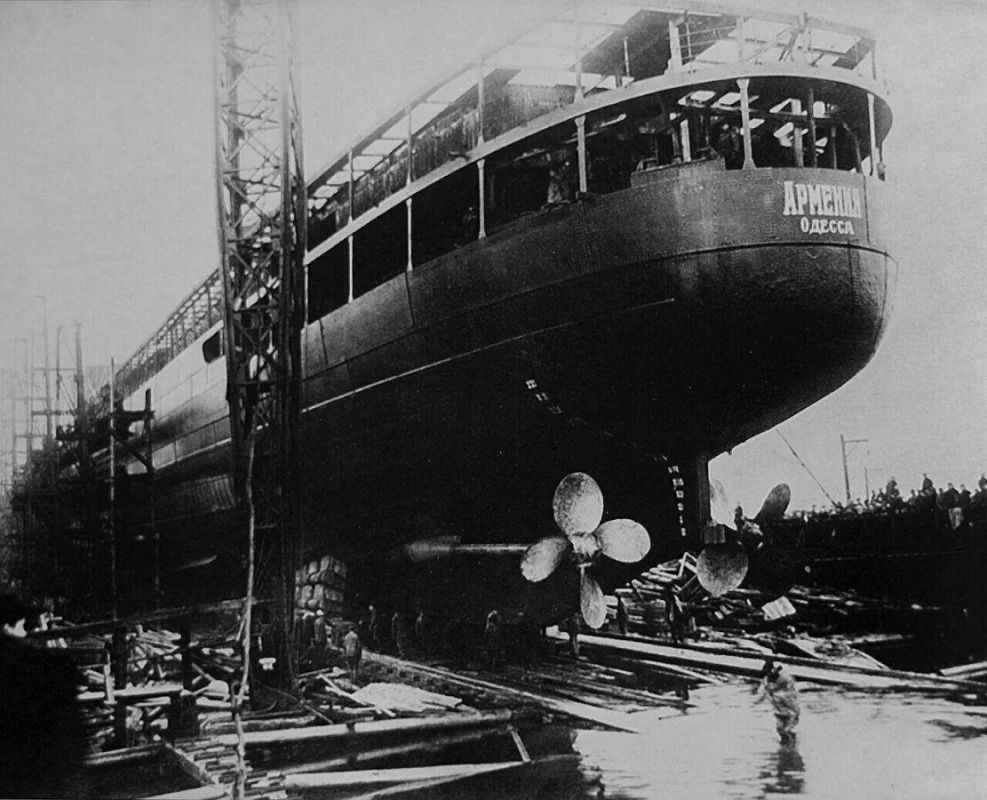
Armenia w czasie budowy, Leningrad, 1928

## Służba
Armenię zbudowano w 1928 w leningradzkiej Stoczni Bałtyckiej jako jeden z 4 statków linii Adżaria, pasażerskich dwupokładowych liniowców z przeznaczeniem na linie czarnomorskie. Były to pierwsze statki zbudowane w Związku Radzieckim. Mogła przewieźć 1000 ton towaru oraz około 550 pasażerów na pokładach trzech klas. Na krótkich trasach była w stanie dodatkowo przyjąć między 400 a 500 osób na pokładzie. Małe zanurzenie – 5,5 metra – pozwalało jej operować na płytkich wodach portów Krymu. W latach 30. XX wieku razem z siostrzanymi jednostkami zwanymi pieszczotliwie kłusakami – Adżarią, Abchazją i Ukrainą – przewoziły pasażerów, pocztę i fracht między portami czarnomorskimi: Odessą, Mariupolem, Sewastopolem, Jałtą oraz Batumi.
W 1935 roku na jej pokładzie studio Lenfilm kręciło film „Skarb z zatopionego okrętu” («Сокровища погибшего корабля») w reżyserii Władymira Brauna i Izaaka Menakera. Armenia gra statek, z którego ekipa ratunkowa poszukuje skarbu na angielskim okręcie zatopionym w Morzu Martwym.
Po rozpoczęciu operacji Barbarossa 22 czerwca 1941 została zarekwirowana przez marynarkę wojenną na transportowiec i statek szpitalny. Przemalowana w sierpniu na statek szpitalny Armenia pod dowództwem kapitana-lieutenanta Władimir Jakowlewicza Plauszewskiego została przeznaczona do ewakuacji rannych żołnierzy, personelu medycznego i cywili. Uczestniczyła w 15 konwojach ewakuacyjnych Odessy, wywożąc z miasta kilkanaście tysięcy pasażerów do portów nadczarnomorskich.
Gdy w drugiej połowie października 1941 niemiecka 11. Armia Mansteina odcięła Krym od reszty sił radzieckich, rozpoczynając oblężenie Sewastopola, jedynym sposobem zaopatrywania i ewakuacji oblężonego miasta stał się transport morski. Na początku listopada Armenia została skierowana do ewakuacji oblężonego miasta.

## Zatopienie

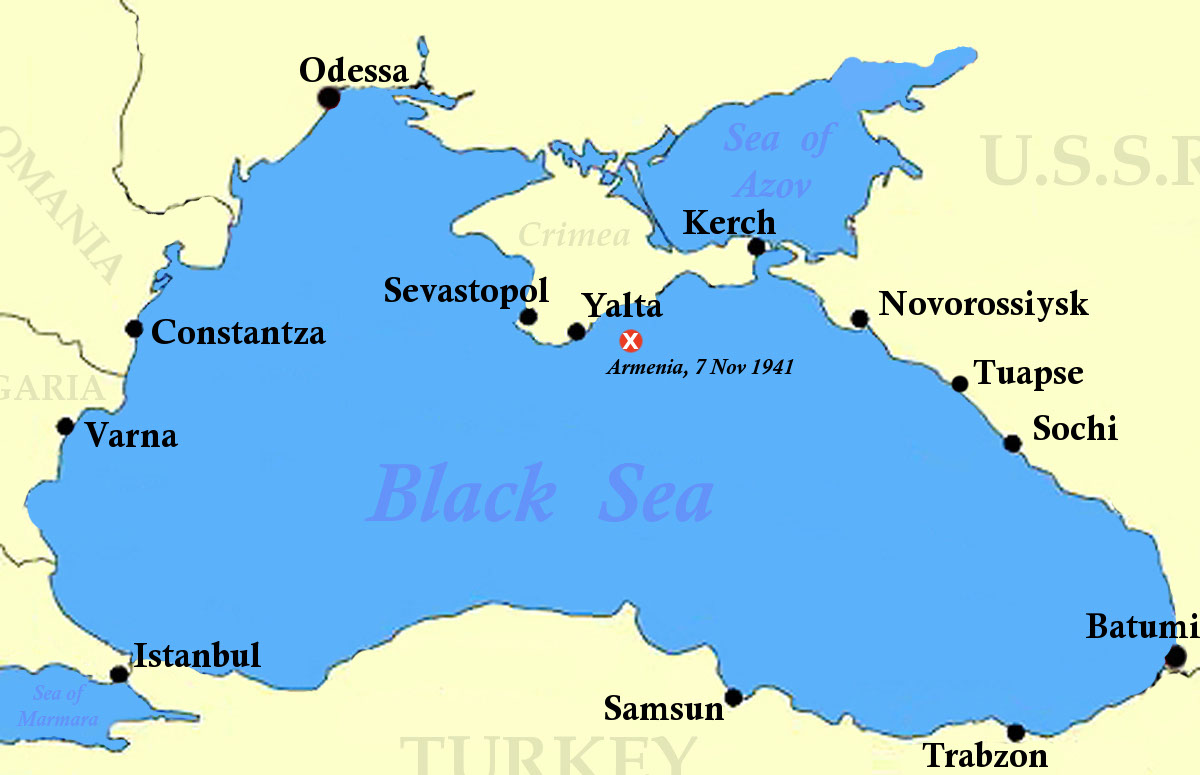
Przybliżona lokalizacja zatopionej Armenii

Nocą z 6 na 7 listopada 1941 Armenia podjęła na pokład tysiące pasażerów w Sewastopolu. Wobec kryzysu obrońców – liczono się z upadkiem miasta – na pokład zaokrętowano personel medyczny rozlicznych placówek, władze i urzędników z rodzinami oraz rannych ze szpitali z przeznaczeniem do odległego o 250 mil morskich portu Tuapse na północno-wschodnim wybrzeżu Morza Czarnego. Opuszczając port o 20:10 pod eskortą kutra М-041 kapitan Plauszewski mimo przeładowania otrzymał jeszcze rozkaz zabrania po drodze pasażerów  z Jałty. Po dotarciu do Jałty o 2 w nocy dowódcy zależało na jak najszybszym wypłynięciu z Jałty pod osłoną ciemności. Nie rejestrowano wchodzących na pokład. Przed wyjściem w morze Plauszewski otrzymał jednak rozkaz oczekiwania na eskortę. W tym czasie Jałta i port nie posiadały żadnej obrony przeciwlotniczej. Ostatecznie o 7 rano statek wyszedł z portu w towarzystwie 2 kutrów patrolowych oraz 2 myśliwców I-153.
0 11:25 około 25 mil morskich od Jałty Armenia została zaatakowana przez torpedową wersję niemieckiego bombowca He 111 z 1. eskadry (Lufttorpedo)/KG 28, który podchodząc od strony lądu w odległości 600 metrów zrzucił 2 torpedy, uzyskując jedno bezpośrednie trafienie za dziobem. Statek przełamał się na pół i zatonął w ciągu 4 minut. Uratowało się jedynie 8 osób.
Nawet przy konserwatywnych szacunkach 5 tysięcy ofiar – gdzie pesymistyczne dopuszczają 7 czy wręcz 10 tysięcy – zatopienie Armenii jest jedną z największych katastrof morskich w rosyjskiej i radzieckiej historii. W kategorii ofiar ludzkich utraconych na pojedynczej jednostce jej zatonięcie klasyfikuje się jako 3. największą katastrofę morską po Gustloffie i Goyi, niemieckich transportowcach storpedowanych przez radzieckie łodzie podwodne na Bałtyku w 1945 roku.
Wszystkie statki z linii Adżaria zostały zatopione w czasie wojny, podobnie jak 70% zmobilizowanych, radzieckich statków cywilnych. Kapitan Plauszewski po śmierci został odznaczony Orderem Czerwonego Sztandaru. W 1970 roku jego imieniem nazwano masowiec radzieckiej marynarki.

### Status statku szpitalnego
Armenia mimo malowania statku szpitalnego – duże czerwone krzyże na dachu i burtach – posiadała lekkie uzbrojenie przeciwlotnicze (2 lub 4 armaty przeciwlotnicze 21-K kalibru 45 mm oraz 4 WKM 12,7 mm) oraz płynęła w eskorcie wojskowej, co zgodnie z literą Konwencji haskiej oraz pierwszej Konwencji genewskiej pozbawiało ją ochrony traktatowej. We wcześniejszym okresie wojny wojska niemieckie zatapiały już jednak nieuzbrojone radzieckie statki szpitalne (w czerwcu 1941 Kotowski, Anton Czechow), co było konsekwencją odrzucenia przez Hitlera zobowiązań traktatowych w rozkazie o „Jurysdykcji Barbarossa”.